# Eduard Kittl
Eduard Kittl (* 6. September 1922 in Salzburg; † 18. August 2003 in Straßwalchen) war ein österreichischer Politiker (SPÖ) und Landesbeamter. Er war von 1971 bis 1983 Abgeordneter zum Nationalrat.
Kittl besuchte zwischen 1928 und 1936 die Volksschule und begann danach eine Lehre als Fleischhauer in Salzburg-Aigen. Danach war er als Ziegeleiarbeiter tätig und diente während des Zweiten Weltkriegs von 1939 bis 1945 in der Marine. Er geriet 1945 in Kriegsgefangenschaft und trat nach seiner Rückkehr aus dem Krieg noch 1946 in den Dienst des Landes Salzburg ein. Er absolvierte 1950 die Beamtenmatura und legte 1953 die Verwaltungsdienstprüfung ab. 1974 wurde er zum Oberamtsrat ernannt.
Seine politische Karriere begann Kittl 1946 als Vertrauensmann der SPÖ. Er wurde 1946 SPÖ-Sektionsobmann in Salzburg-Aigen und übernahm 1950 den Vorsitz der SPÖ-Sektion in Salzburg-Maxglan. Kittl war innerparteilich als Mitglied des Bezirksparteivorstandes und Landesparteivorstandes aktiv, zudem engagierte er sich als Mitglied des SPÖ-Landespräsidiums und von 1975 bis 1983 als SPÖ-Bezirksparteivorsitzender des Bezirks Salzburg-Stadt. 1974 wurde er zum Landesparteiobmann-Stellvertreter gewählt, des Weiteren war er bei den Salzburger Kinderfreunden sowie als stellvertretender Landesobmann des „Bundes sozialistischer Freiheitskämpfer und Opfer des Faschismus“ aktiv. Kittl vertrat die SPÖ von 1962 bis 1971 im Salzburger Gemeinderat und war vom 4. November 1971 bis zum 18. Mai 1983 Abgeordneter zum Nationalrat. Zudem engagierte er sich als Mitglied des Kollegiums des Landesschulrates für Salzburg und war von 1977 bis 1985 Vizepräsident der Salzburger Volkshilfe.

## Auszeichnungen
- 1979: Goldenes Ehrenzeichen für Verdienste um die Republik Österreich
- 1980: Bürgerbrief der Stadt Salzburg
- 1983: Goldenes Verdienstzeichen des Landes Salzburg